# Gregory House
Gregory "Greg "House også kendt bare som House er en fiktiv karakter i den amerikanske tv-serie House M.D., portrætteret af den britiske skuespiller Hugh Laurie. Han leder et hold af læger med speciale i at diagnosticere patienter, som chef for Diagnostic Medicine afdelingen på det fiktive Princeton-Plainsboro Teaching Hospital i New Jersey, som er baseret på Yale-New Haven Hospital. House' karakter er blevet beskrevet som en menneskehader, kyniker, narcissist og gnavpotte ("curmudgeon" på engelsk), hvoraf det sidste blev kåret som en af top tv-ord 2005 i ære af den karakter. Han er den eneste karakter der er med i alle 177 episoder, og bortset fra Wilsons korte optræden, den eneste faste karakter som som optræder i sæson seks præmiere.
I serien har House' uortodokse diagnostiske metoder, radikale terapeutiske motiver og stålsat rationalitet resulteret i mange konflikter mellem ham og hans kolleger. House er også ofte portrætteret som der mangler sympati for sine patienter, en praksis, tildeler ham tid til at løse patologiske gåder. House er delvis inspireret af Sherlock Holmes. En del af showets plot centre på House' sædvanlige brug af Vicodin til at håndtere smerter som stammer fra et ben infarkt som involverer hans quadriceps muskel som han fik nogle år tidligere, en skade som tvinger ham til at gå med stok. Denne afhængighed er også en af de mange paralleller til Holmes, som var afhængig af kokain.
Igennem hele seriens forløb har karakteren modtaget positive anmeldelser. Tom Shales fra "The Washington Post" har kaldet House "den mest elektrificerende karakter der har ramt tv i flere år". For sin præsentation som House, har Laurie vundet adskillige priser, herunder to Golden Globe Awards for bedste Skuespiller i en tv-drama-serie, en Screen Actors Guild Award for bedste mandlige hovedrolle i en dramaserie og i alt seks Emmy nomineringer for fremragende ledende skuespiller i en dramaserie.

## Karakter Historie
Gregory House blev født 15. maj 1959 og er søn af Blythe House og John House. House var en "Military brat", hans far tjente som en pilot for marine korpset og blev tit overført til forskellige baser i løbet af House' barndom. På et tidspunkt var hans far udstationeret i Egypten, hvor House udviklede en fascination for arkæologi og skattejagt, der førte til at han beholdte sine skattejagts redskaber langt ind i sit voksenliv. På et andet tidspunkt var hans far udstationeret i Japan, hvor den 14-årige House opdagede sit kald til at blive læge efter en bjergbestignings ulykke med sin ven. Han var også vidne til den respekt en buraku-læge fik, som kunne løse sager som ingen anden læge kunne. Han har også brugt en del tid i Filippinerne, hvor han fik en tandoperation.
House startede først på Johns Hopkins University som en prægraduatstuderende. Før han fuldt forpligtede sig til medicin som sit fag overvejede han at få en Ph.d. i fysik og forske i mørkt stof. Han blev optaget på Johns Hopkins School of Medicine, og udmærkede sig i løbet af sin tid der. Han bar en frontløber i at opnå det prestigefyldte og konkurrencedygtige på Mayo Clinic, men en anden elev, Philip Weber, fangede ham i snyderi, hvilket resultererede i hans bortvisning fra Johns Hopkins og afvisning fra praktikpladsen. Mens han forsøgte at komme ind på Johns Hopkins igen studerede han på den medicinske skole ved University of Michigan og arbejdede i en boghandel, hvor han mødte sin kommende kærligheds affære Lisa Cuddy (Lisa Edelstein), som han delte en nat med efter han "gav hende alt hvad du ville ha. " Efter appelsagen blev han nægtet adgang til at komme tilbage på Johns Hopkins. Under en medicinsk kongres i New Orleans, så House for første gang Dr. James Wilson (Robert Sean Leonard) som ville blive hans bedste ven senere i livet. Wilson, der gennemgik hans første skilsmisse dengang, ødelagde et spejl i frustration og startede en slåskamp i en bar efter ne mand gentagne gange spillede "Leave a Tender Moment Alone" på baren jukeboks. House betalte for skaderne, betalte for kaution, og hyrede en advokat til at rense hans navn (som fejlede i at gøre det), der starter deres faglige og personlige forhold. House blev efterhånden en certificeret diagnostiker med en dobbelt speciale i smitsomme sygdomme og nefrologi.
Han blev i sæson 7 kæreste med Lisa Cuddy.